# Нигерија на Светском првенству у атлетици на отвореном 2017.
Нигерија је учествовала на Светском првенству у атлетици на отвореном 2017. одржаном у Лондону од 4. до 13. августа шеснаести пут, односно учествовала је на свим првенствима до данас. Репрезентацију Нигерије представљало је 12 такмичара (2 мушкарца и 10 жена) који су се такмичили у 8 дисциплина (2 мушке и 6 женских).,
На овом првенству Нигерија није освојила ниједну медаљу. У табели успешности према броју и пласману такмичара који су учествовали у финалним такмичењима (првих 8 такмичара) Нигерија је са 2 учесника у финалу делила 49. место са освојених 5 бодова.
| Плас. | Земља    | 1. место | 2. место | 3. место | 4. место | 5. место | 6. место | 7. место | 8. место | Бр. финал. | Бод. |
| ----- | -------- | -------- | -------- | -------- | -------- | -------- | -------- | -------- | -------- | ---------- | ---- |
| =49.  | Нигерија | 0        | 0        | 0        | 0        | 1        | 0        | 0        | 1        | 2          | 5    |

## Учесници
| Мушкарци: - Samson Oghenewegba Nathaniel — 400 м - Chukwuebuka Enekwechi — Бацање кугле | Жене: - Блесинг Окагбаре — 100 м, Скок удаљ - Маргарет Бамгбосе — 400 м, 4 х 400 м - Јинка Ајаји — 400 м, 4 х 400 м - Patience Okon George — 400 м, 4 х 400 м - Олуватобилоба Амусан — 100 м препоне - Линдси Линдлеј — 100 м препоне - Глори Ономе Натаниел — 400 м препоне, 4 х 400 м - Abike Funmilola Egbeniyi — 4 х 400 м - Емералд Егвим — 4 х 400 м - Есе Бруме — Скок удаљ |  |

## Резултати

### Мушкарци
| Атлетичар                    | Дисциплина   | Лични рекорд | Квалификације | Квалификације | Полуфинале            | Полуфинале            | Финале                | Финале       | Детаљи |
| Атлетичар                    | Дисциплина   | Лични рекорд | Резултат      | Место         | Резултат              | Место                 | Резултат              | Место        | Детаљи |
| ---------------------------- | ------------ | ------------ | ------------- | ------------- | --------------------- | --------------------- | --------------------- | ------------ | ------ |
| Samson Oghenewegba Nathaniel | 400 м        | 45,23        | 46,63         | 5. у гр. 6    | Нису се квалификовали | Нису се квалификовали | Нису се квалификовали | 41 / 49 (52) |        |
| Chukwuebuka Enekwechi        | Бацање кугле | 21,07        | 19,72         | 10. у гр. Б   |                       |                       | Није се квалификовао  | 25 / 32      |        |

### Жене
| Атлетичарка                                                                                   | Дисциплина    | Лични рекорд | Квалификације    | Квалификације    | Полуфинале            | Полуфинале       | Финале                | Финале                | Детаљи |
| Атлетичарка                                                                                   | Дисциплина    | Лични рекорд | Резултат         | Место            | Резултат              | Место            | Резултат              | Место                 | Детаљи |
| --------------------------------------------------------------------------------------------- | ------------- | ------------ | ---------------- | ---------------- | --------------------- | ---------------- | --------------------- | --------------------- | ------ |
| Блесинг Окагбаре                                                                              | 100 м         | 10,79 НР     | 11,07 КВ         | 2. у гр. 3       | 11,08                 | 4. у гр. 3       | Није се квалификовала | 9 / 46 (47)           |        |
| Маргарет Бамгбосе                                                                             | 400 м         | 51,11        | Дисквалификована | Дисквалификована | Дисквалификована      | Дисквалификована | Није се квалификовала | Није се квалификовала |        |
| Јинка Ајаји                                                                                   | 400 м         | 51,30        | 51,58 КВ         | 3. у гр. 2       | 52,10                 | 6. у гр. 2       | Нису се квалификовале | 19 / 49               |        |
| Patience Okon George                                                                          | 400 м         | 50,71        | 51,83 КВ         | 3. у гр. 5       | 52,60                 | 6. у гр. 1       | Нису се квалификовале | 21 / 49               |        |
| Олуватобилоба Амусан                                                                          | 100 м препоне | 12,57        | 12,97 (.965) КВ  | 3. у гр. 5       | 13,04 (.034)          | 4. у гр. 2       | Нису се квалификовале | 14 / 39 (40)          |        |
| Линдси Линдлеј                                                                                | 100 м препоне | 12,90        | 13,07 кв         | 5. у гр. 3       | 13,18                 | 7. у гр. 1       | Нису се квалификовале | 20 / 39 (40)          |        |
| Глори Ономе Натаниел                                                                          | 400 м препоне | 55,90        | 55,30 КВ, ЛР     | 3. у гр. 5       | дисквалификована      | дисквалификована | Није се квалификовала | Није се квалификовала |        |
| Patience Okon George Abike Funmilola Egbeniyi Глори Ономе Натаниеле Јинка Ајаји Емералд Егвим | 4 х 400 м     | 3:21,04 НР   | 3:25,40 КВ НРС   | 2. у гр. 2       |                       |                  | 3:26,72               | 5 / 13 (16)           |        |
| Блесинг Окагбаре                                                                              | Скок удаљ     | 7,00         | 6,51 КВ          | 2. у гр. Б       | 6,55                  | 8 / 30           |                       |                       |        |
| Есе Бруме                                                                                     | Скок удаљ     | 6,83         | 6,38             | 10. у гр. А      | Није се квалификовала | 17 / 30          |                       |                       |        |